# Taeniapion
Genre
Taeniapion est un genre d'insectes curculionoïdes de l'ordre des coléoptères, de la famille des Brentidae (autrefois des Apionidae).

## Liste des espèces rencontrées en Europe
- Taeniapion delicatulum (Wollaston 1857)
- Taeniapion distinctirostre (Desbrochers 1889)
- Taeniapion rufescens (Gyllenhal 1833)
  - Taeniapion rufescens notatum (Wagner 1912)
  - Taeniapion rufescens rufescens (Gyllenhal 1833)
- Taeniapion rufulum (Wencker 1864)
- Taeniapion urticarium (Herbst 1784)
  - Taeniapion urticarium atlanticum (Uyttenboogaart 1935)
  - Taeniapion urticarium urticarium (Herbst 1784)